# Ga Đa Phúc
Ga Đa Phúc là một nhà ga xe lửa tại huyện Sóc Sơn, thành phố Hà Nội. Nhà ga là một điểm của đường sắt Hà Nội - Quan Triều và nối với ga Đông Anh với ga Trung Giã.
| Ga trước Đông Anh | Đường sắt Việt Nam Đường sắt Hà Nội - Quan Triều | Ga sau Trung Giã |